# Festival Viva Dichato 2012
Festival Viva Dichato 2013
Le Festival Viva Dichato 2012 est la 1re édition annuelle du Festival Viva Dichato.

## Développement

### 1renuit
- Date : 4 février 2012
- Présentateurs : Giancarlo Petaccia et Marcela Vacarezza.

Artistes
- Puma Rodriguez
- Bastián Paz (Humoriste)
- Carolina Molina
- Sie7e
- Los Llaneros de la Frontera
- Filomeno (Humoriste)
- Viking 5

### 2enuit
- Date : 11 février 2012
- Présentateurs : Giancarlo Petaccia et María Luisa Godoy.

Artistes
- Américo
- Yo Soy
- Paulo Iglesias (Humoriste)
- Mario Guerrero
- Memo Bunke (Humoriste)
- Enanitos Verdes
- Rudy Rey (Humoriste)
- Dany Humor (Humoriste)

### 3enuit
- Date : 18 février 2012
- Présentateurs : Giancarlo Petaccia et Rocío Marengo.

Artistes
- Myriam Hernández
- Pimpinela
- Ricardo Meruane (Humoriste)
- Rudy Rey (Humoriste)
- Marcos Llunas

### 4enuit
- Date : 25 février 2012
- Présentateurs : Giancarlo Petaccia et Catalina Pulido.

Artistes
- Luis Jara
- King África
- Locomía
- Grupo La Noche
- El Símbolo
- Fernando Godoy (Humoriste) avec le personnage du Indo
- Filomeno (Humoriste)
- Los atletas de la risa (Trio humoristique)